# Eifelheim
Eifelheim är titeln på en roman av science fiction-författaren Michael Flynn, publicerad (2006). Boken har nått finalen av nomineringar till Hugopriset för bästa roman 2007. Berättelsen publicerades första gången 1986 som en kortroman och blev då nominerad till Hugopriset för bästa kortroman 1987.

## Synops
År 1349 försvann en liten stad i Tyskland. Den teoretiska fysikern Sharon Nagy och hennes nutida historiker/matematiker till pojkvän, Tom Schwoerin, stöter på mysteriet och börjar intressera sig för den lilla ortens öde. Tom blir nästan besatt av problemet och de börjar båda söka efter sanningen om hur orten Eifelheim bara kunde försvinna från kartor och andra dokument. Varför återvände inte folk till samhället? Vad var det egentligen som hände i Eifelheim? Båda två engagerar sig i undersökningar, där modern fysik och historisk vetenskaplig metod av i dag gradvis avslöjar vittnesbörd om utomjordingars kraschlandning i Tyskland under digerdöden på trettonhundratalet.
Orten hette ursprungligen Oberhochvald, men döptes till Teufelheim, ett namn som förvanskades till Eifelheim. År 1348, när digerdöden skördade liv i Europa, var fader Deitrich bypräst i Eifelheim. Deitrich var en bildad man. Våra två nutida forskare, till en början helt ovetande om hans roll, inser efter hand att denne kom att bli länken mellan människan och främlingar från en fjärran stjärna som råkade stranda sitt rymdskepp i skogen utanför byn. Tom och Sharon dras in i bybornas livsöde och fader Deitrichs hantering av mänsklighetens första kontakt med en mystisk främmande ras.